# Corticarina angelensia
Corticarina angelensia is een keversoort uit de familie schimmelkevers (Latridiidae). De wetenschappelijke naam van de soort werd in 1992 gepubliceerd door Wolfgang H. Rücker.